# GAP 15

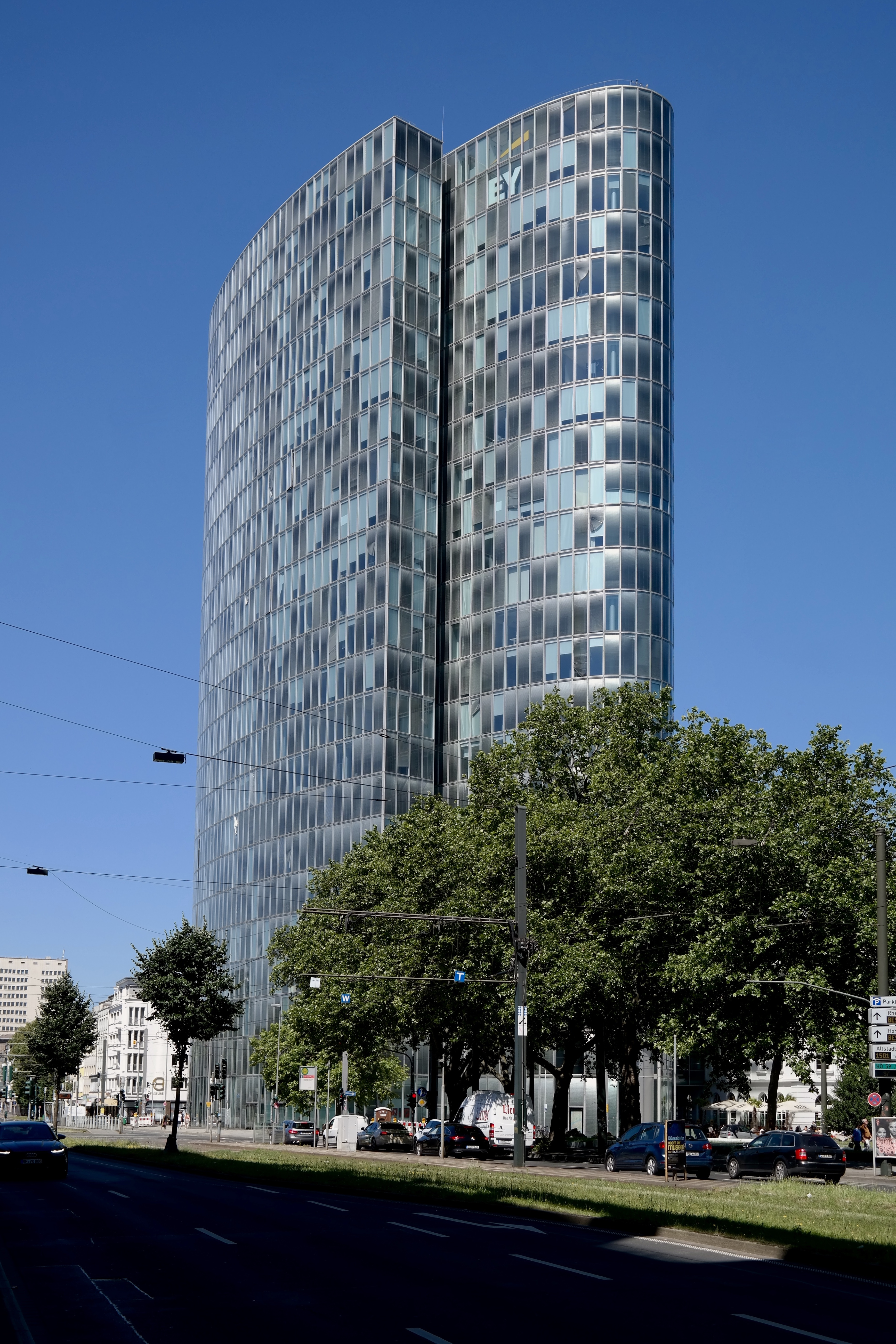
GAP 15 im Jahr 2022

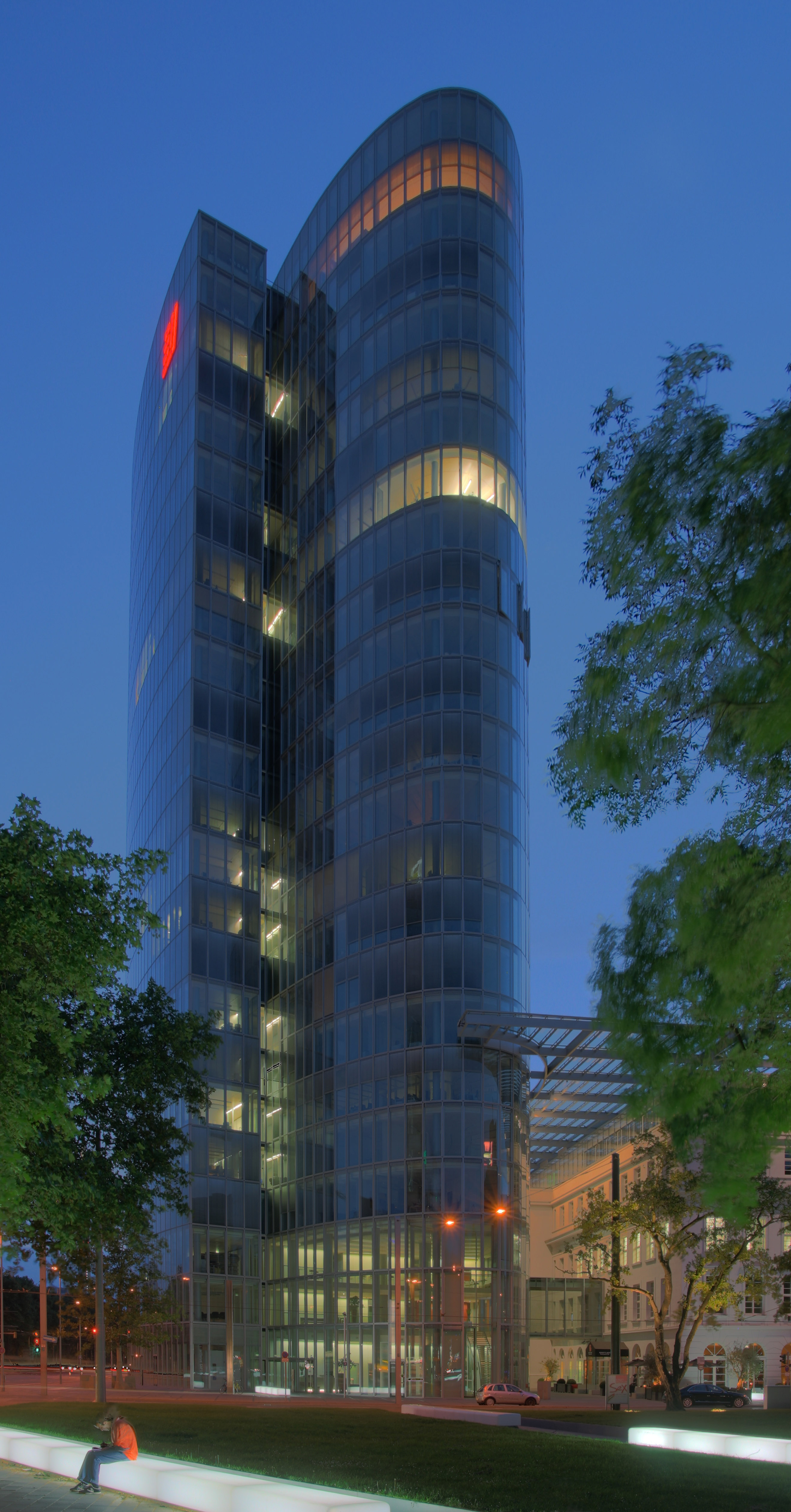
GAP 15 am Abend (2007)

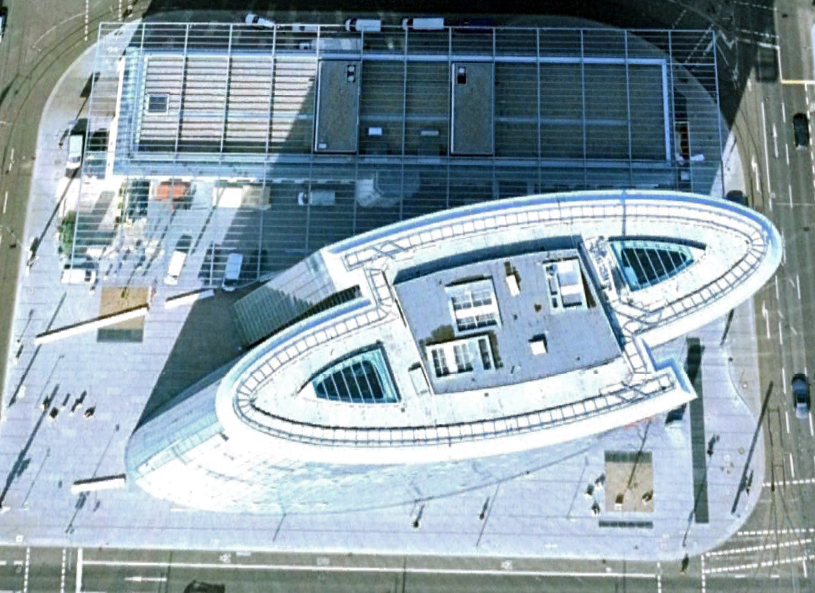
Draufsicht

Das GAP 15 ist ein modernes Bürogebäude im Düsseldorfer Stadtteil Stadtmitte. Seinen Namen erhielt es aufgrund seiner Straßenanschrift Graf-Adolf-Platz 15.

## Position
Auf der rechtsrheinischen Seite der Stadt Düsseldorf erhebt sich das GAP 15 direkt am Graf-Adolf-Platz. Das Quartier liegt nahe der Boulevard- und Einkaufsmeile Königsallee, der „Kö“. Fußläufig erreichbar ist die Düsseldorfer Altstadt.

## Merkmale
Der auf dem ehemaligen Gelände der Post gelegene Gebäudekomplex besteht aus einem ca. 90 Meter hohen Hochhaus mit 24 Geschossen sowie einem fünfstöckigen Flachbau. Beide Gebäudeteile sind durch eine Brücke und ein Glasdach miteinander verbunden. Der Entwurf stammt von dem Düsseldorfer Büro sop architekten, die im Auftrag der JSK Architekten GbR und/oder der JSK International GmbH die Leistungsphasen 1–5 nach der Honorarordnung für Architekten und Ingenieure (HOAI) erbracht haben.
Der Grundriss hat die Form zweier ineinander verschränkter Ellipsen und ist rundum mit geschosshohen Glaselementen verkleidet. Die Glasfassade wurde von der Firma Gartner für dieses Gebäude entwickelt und weltweit nur einmal verbaut. Die Fassade besteht aus zwei Glasflügeln mit einem innenliegenden Sonnenschutz. Bei der Reinigung der Fassade kann von der Fassadenbefahranlage der äußere Glasflügel als Putzflügel geöffnet werden. Als ebenso innovativ gilt die gleichzeitige Errichtung der Ober- und Untergeschosse in Deckelbauweise.

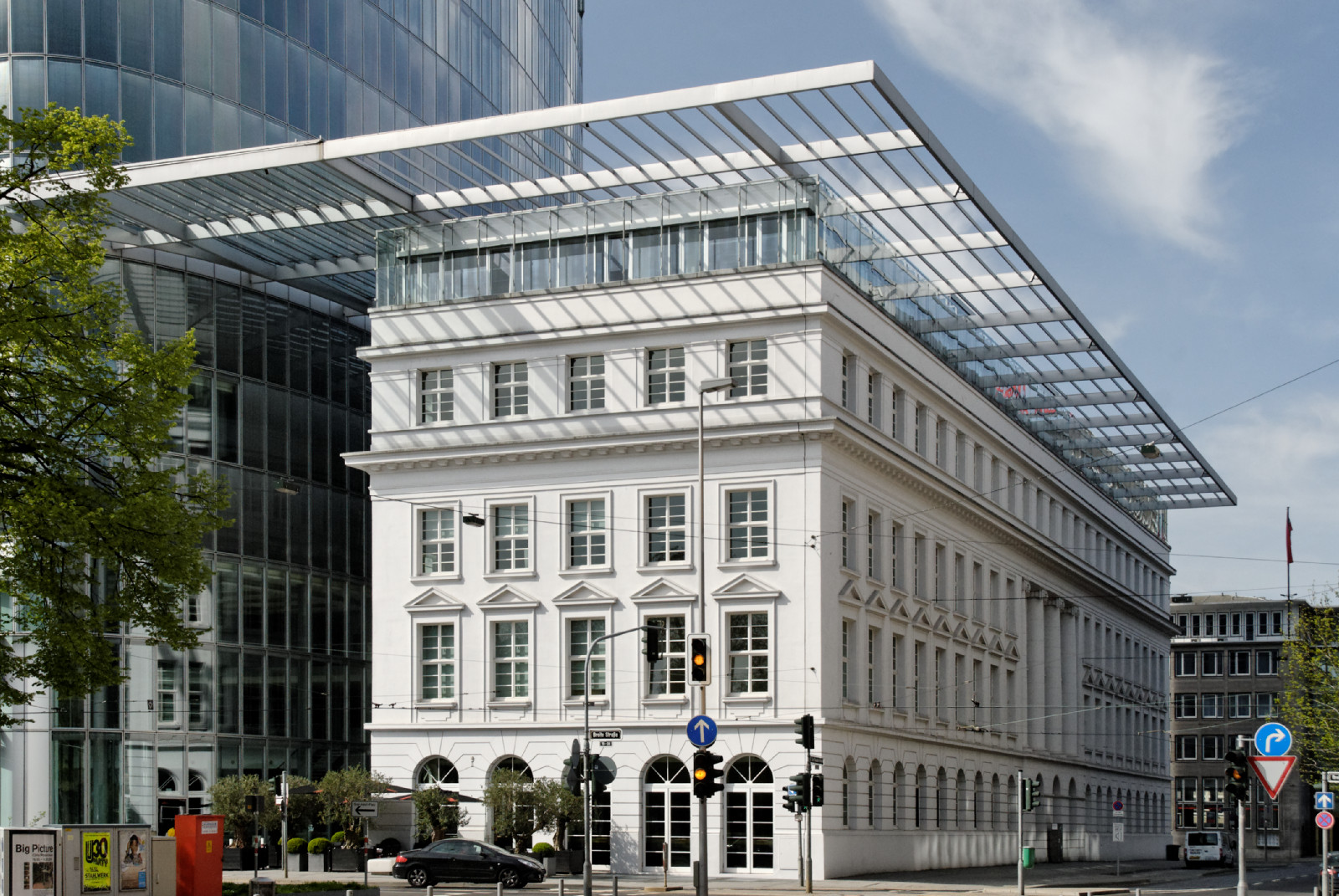
Der „Flachbau“

Der Flachbau ist dagegen dem 1921 errichteten Gebäude des ehemaligen Telegrafen- und Fernmeldeamtes nachempfunden und bezieht dessen denkmalgeschützte Nordfassade in den Baukörper mit ein.
Die Bruttogeschossfläche (oberirdisch) beträgt etwa 43.722 m², davon sind rund 39.870 m² Büroraum, 2.935 m² Lagerfläche und 767 m² Einzelhandelsfläche. Die Tiefgarage umfasst 566 Stellplätze.
Der Haupteingangsbereich zu den Büroetagen befindet sich im Hochhaus. Treppenhäuser und 15 Aufzugsanlagen führen zum Teil bis ins 22. Obergeschoss. Der angrenzende Flachbau mit seinen Büroflächen ist über eine repräsentative Lobby erreichbar, die von der Carl-Theodor-Straße zugänglich ist. Das Erdgeschoss wird auf 767 m² überwiegend für gastronomische Zwecke genutzt.
Eine IT-Grundausstattung, natürliche Belüftung durch öffenbare Fenster, darüber hinaus mechanische Lüftung und Kühlung durch Klimatechnik sowie Kühldecken, ein elektrisch betriebener Sonnenschutz und Parkettböden gehören zur Gebäudeausstattung. Direkt vor dem Gebäude befinden sich Haltestellen des Düsseldorfer Nahverkehrs.

## Entstehung, Veränderungen
Dauer der Bauabschnitte

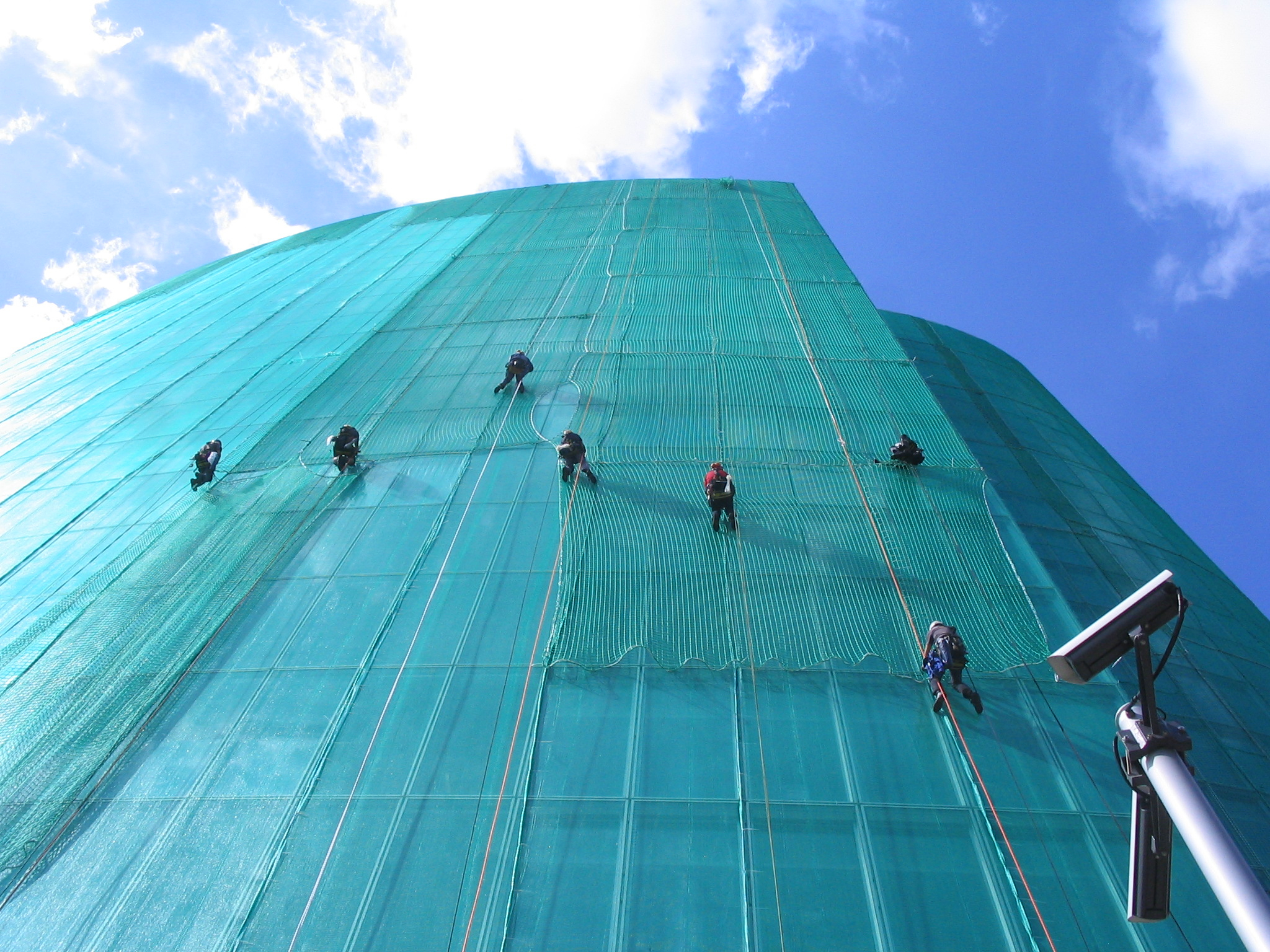
Kletterer sichern das Gebäude erneut mit Netzen, nachdem am 20. Juli 2011 diesmal kein Fenster, sondern Teile einer Scheibe herabgestürzt waren.

- Rohbau: September 2003 bis Dezember 2004
- Fassade: Mai 2004 bis Februar 2005
- Innenausbau: Juni 2004 bis Juni 2005
- Fertigstellung und Bezug: Juli 2005

Während der Bauarbeiten stürzte am 20. Januar 2005 bei einem Sturm ein Fensterelement in ein gegenüberliegendes Haus. Menschen kamen nicht zu Schaden, doch mussten die Bauarbeiten unterbrochen werden. Das Gebäude wurde für einige Monate mit Netzen umspannt. Auf den Tag genau sechseinhalb Jahre später fielen 2011 erneut Teile einer Scheibe herab. Danach war das Gebäude wiederum in grüne Sicherheitsnetze gehüllt. Ab April 2012 wurden die Netze von Fassadenkletterern nach und nach wieder entfernt. An 280 Fenstern wurde Splitterschutzfolie angebracht und an 120 Fensterelementen falsch montierte Scheiben repariert.

## Nutzung
Der größte Teil der Räumlichkeiten wird von der Düsseldorfer Niederlassung der Beratungs- und Wirtschaftsprüfungsgesellschaft EY genutzt. Weitere Mieter einer größeren Fläche sind die Luther Rechtsanwaltsgesellschaft mbH, die Michael Page International (Deutschland) GmbH (Flachbau), die Savills Immobilien Beratungs-GmbH und Tribes Düsseldorf GmbH sowie die Sozietäten White & Case, seit 2020 zudem die Deutschland-Zentrale des chinesischen Smartphone- und iOT-Herstellers OPPO. Neben der Büronutzung findet sich Gastronomie in dem Gebäudekomplex.